# Quartier de la Madeleine
Pour les articles homonymes, voir Quartier de la Madeleine (homonymie).
Le quartier de la Madeleine est le 31e quartier administratif de Paris situé dans le 8e arrondissement. Il tire son nom de l’église de la Madeleine.

## Monuments publics
- Palais de l'Élysée, siège de la présidence de la République et de la résidence officielle du président de la République depuis la IIe République.
- Hôtel de Beauvau, siège du ministère de l'Intérieur depuis 1861.
- Hôtel de Charost, résidence de l'ambassadeur du Royaume-Uni en France.
- Ambassade des États-Unis en France.

## Rues

Le quartier de l'Europe sur un plan du 8e arrondissement.

- Boulevard Malesherbes
- Rue Tronchet
- Rue des Mathurins
- Rue de la Ville-l'Évêque
- Cité Berryer
- Rue d'Aguesseau
- Rue de Surène

## Places
- Place Beauvau
- Place de la Madeleine
- Place des Saussaies

## Passages et galeries
- Passage de la Madeleine

## Jardins et squares
- Square Louis-XVI

## Édifices religieux
- Église de la Madeleine
- Chapelle expiatoire

## Autre
- Gare de la Madeleine (projet)